# (22432) Pamgriffin
(22432) Pamgriffin est un astéroïde de la ceinture principale découvert en 1996.

## Description
(22432) Pamgriffin a été découvert le 12 mars 1996 à l'observatoire de Kitt Peak, situé dans l'Arizona (États-Unis), par le projet Spacewatch de l’université de l'Arizona.

### Caractéristiques orbitales
L'orbite de cet astéroïde est caractérisée par un demi-grand axe de 3,3 UA, un périhélie de 2,76 UA, une excentricité de 0,09 et une inclinaison de 15,77° par rapport à l'écliptique. Du fait de ces caractéristiques, à savoir un demi-grand axe compris entre 2 et 3,2 UA et un périhélie supérieur à 1,666 UA, il est classé, selon la JPL Small-Body Database, comme objet de la ceinture principale.

### Caractéristiques physiques
(22432) Pamgriffin a une magnitude absolue (H) de 14,2 et un albédo estimé à 0,260.